# Adugna Deyas
Adugna Gurmu Deyas (en amharique : ዓዱግና ጙርሙ ዸያስ) est un joueur de football éthiopien, né le 13 juillet 1983 et évoluant à Saint-George SA.
Il évolue habituellement comme gardien de but.

## Carrière
Adugna Deyas joue successivement dans les équipes suivantes : EEPCo FC, Saint George SC et Équipe d'Éthiopie de football.